# Lapptorvblomfluga
Lapptorvblomfluga (Sericomyia lappona) är en blomfluga som tillhör släktet torvblomflugor.

## Kännetecken
Lapptorvblomflugan är en ganska stor blomfluga med en längd på 12 till 14 millimeter. Den har orangebrun skutell och svart bakkropp med tre smala avbrutna vitgula band och svart spets. Ryggskölden är svart. Den har korta antenner med ett antennborst som är fjäderlikt och mer än dubbelt så långt som tredje antennsegmentet.

## Levnadssätt
Lapptorvblomflugan lever främst i fuktiga miljöer som myrar och mossar och även i öppen skog. Gärna i skogsgläntor och skogsbryn. Den kan ses besöka många olika slags blommor. Den kan ses främst från mitten av maj till och med juli, i norr ända till slutet av september.

## Utbredning
Lapptorvblomflugan är vanlig i hela Norden. Den finns i en stor del av Europa men saknas i medelhavsområdet. Den finns österut genom Sibirien bort till Stilla havet.

## Etymologi
Lappona betyder samisk eller lappsk på latin.